# Liste der Biografien/Yn
Liste der Biografien |
Portal Biografien |
Personensuche
# |
A |
B |
C |
D |
E |
F |
G |
H |
I |
J |
K |
L |
M |
N |
O |
P |
Q |
R |
S |
T |
U |
V |
W |
X |
Y |
Z |
?
 
Ya |
Yb |
Yc |
Yd |
Ye |
Yf |
Yg |
Yh |
Yi |
Yk |
Yl |
Ym |
Yn |
Yo |
Yp |
Yr |
Ys |
Yt |
Yu |
Yv |
Yw |
Yx |
Yz
Die Liste der Biografien führt alle Personen auf, die in der deutschsprachigen Wikipedia einen Artikel haben. Dieses ist eine Teilliste mit 6 Einträgen von Personen, deren Namen mit den Buchstaben „Yn“ beginnt.

## Yn

### Ync
- Ynclán, Jacobo (* 1984), spanischer Fußballspieler

### Ynd
- Ynduráin Hernández, Francisco (1910–1994), spanischer Romanist, Hispanist und Amerikanist
- Ynduráin, Francisco José (1940–2008), spanischer Physiker

### Yng
- Yngvesson, Andreas (* 1974), schwedischer Fußballspieler

### Yni
- Yniguez, Richard (* 1946), US-amerikanischer Schauspieler und Regisseur

### Ynw
- YNW Melly (* 1999), US-amerikanischer RapperYNW Melly (* 1999)

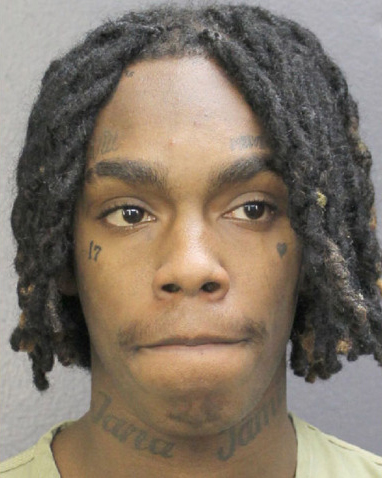
YNW Melly (* 1999)